# Влашка ношња (Северна Македонија)
Порекло: Североисточни предео Северне Македоније (Свети Николе, Штип, Пробиштип) од влашких номада - племе Каракачани.

## Женска влашка ношња
Најупадљив део ношње је кама (качулка), богато украшена са монистрима и парама. Због номадске природе Влаха, жене су приликом селидбе сакривале паре на глави. Ношња је је од тежих, има око 20 килограма.